# Forêts décidues humides des hauts plateaux orientaux
Localisation
Les forêts décidues humides des hauts plateaux orientaux forment une écorégion terrestre définie par le Fonds mondial pour la nature (WWF), qui appartient au biome des forêts de feuillus humides tropicales et subtropicales de l'écozone indomalaise. Elles s'étendent de la côte du golfe de Bengale jusqu'à la partie orientale de la chaîne de Satpura et recouvre le Nord de la chaîne des Ghâts orientaux et le Nord-Est du plateau du Deccan.
La région constitue un refuge pour de plusieurs grands vertébrés, tels le tigre du Bengale, le loup des Indes, le gaur et l'ours lippu, qui sont de plus en plus confinés à des fragments de leur habitat originel, et abritait historiquement l'éléphant d'Asie.
L'écorégion fait partie de la liste « Global 200 » du WWF sous le nom de « forêts humides du plateau du Deccan oriental » .